# 1. deild Wysp Owczych (1992)
W roku 1992 odbyła się 50. edycja 1.deild (dziś, od 2012 roku zwanej Effodeildin), czyli pierwszej ligi piłki nożnej archipelagu Wysp Owczych. Mistrzostwa bronił klub GÍ Gøta, jednak nie utrzymał pozycji lidera, a jego miejsce zajął B68 Toftir.
Wraz z przybywaniem nowych drużyn na Wyspach Owczych powiększała się liczba klubów rozgrywających mecze w pierwszej lidze. W 1992 roku było ich już 10. Taka sytuacja utrzymywała się od rozgrywek w 1988, kiedy ich liczbę powiększono o dwa. Możliwość spadku do niższej ligi pojawiła się w roku 1976, jednak dopiero od 1988 degradowane są dwie drożyny. Tym razem były to SÍF Sandavágur z dziewiątego oraz NSÍ Runavík z dziesiątego miejsca.
W sezonie tym klub TB Tvøroyri znacznie poprawił swoje notowania w porównaniu do poprzednich lat. Po jego dobrym występie w całym turnieju można się było spodziewać odrodzenia się najstarszego zespołu na Wyspach Owczych, jednak przyszłe sezony pokazały, że był to jednorazowy wyczyn. Zwycięski B68 Toftir jeszcze sezon wcześniej zajmował siódme miejsce w tabeli, tracąc do lidera osiem punktów. Duży spadek spotkał stołeczny B36 Tórshavn, który z drugiego znalazł się na szóstym miejscu. Drugim z awansowanych tym razem klubów był B71 Sandoy, ale nie wywalczył on wysokiej pozycji, zajmując jedynie ósme miejsce.
Królem strzelców turnieju został, po raz trzeci, i ostatni w swojej karierze, zawodnik GÍ Gøta Simun Petur Justinussen, który zdobył 14 bramek, czyli o trzy mniej niż poprzednio.
Za zwycięstwo w tych rozgrywkach przyznawano jeszcze dwa punkty, a nie trzy, jak to ma obecnie miejsce. W przeciągu całych rozgrywek strzelono 339 goli, co daje 3,767 gola/mecz.
Po raz drugi w historii mistrzostw na Wyspach Owczych najwyższe miejsca w tabeli dawały możliwość gry w eliminacjach do turniejów międzynarodowych. Zdobywca pierwszego miejsca, B68 Toftir, dostał się więc do eliminacji Ligi Mistrzów UEFA 1993/94, gdzie jednak w dwumeczu przegrał wysoko z chorwackim Dinamo Zagrzeb kolejno 0:5 i 0:6. HB Tórshavn, jako zwycięzca Pucharu Wysp Owczych z 1992 roku, zakwalifikował się zaś do Pucharu Zdobywców Pucharów 1993/94, gdzie przegrał pierwszy mecz z łotewskim RAF Jelgava, następny wygrał walkowerem, bo drużyna przeciwna nie zjawiła się na meczu, co dało stołecznemu klubowi awans do drugiej fazy eliminacji, gdzie przegrał z rumuńskim Universitatea Krajowa kolejno 0:4 i 0:3. Jest to na razie jeden z najlepszych występów klubów farerskich w turniejach międzynarodowych.

## Uczestnicy
| Uczestnicy 1. deild 1991                                                                                      | Uczestnicy 1. deild 1991 | Uczestnicy 1. deild 1991 | Uczestnicy 1. deild 1991 |
| --- | ------------------------ | ------------------------ | ------------------------ |
| KÍ | KÍ Klaksvík              | 1                        |                          |
| B36 | B36 Tórshavn             | 2                        |                          |
| GÍ | GÍ Gøta                  | 3                        |                          |
| VB | VB Vágur                 | 4                        |                          |
| TB | TB Tvøroyri              | 5                        |                          |
| HB | HB Tórshavn              | 6                        |                          |
| B68 | B68 Toftir               | 7                        |                          |
| NSÍ | NSÍ Runavík              | 8                        |                          |
| Awans z 2. deild 1991                                                                                         |                          |                          |                          |
| B71 | B71 Sandoy               | 1                        |                          |
| SÍF | SÍF Sandavágur           | 2                        |                          |
| Oznaczenia: - kolumna pierwsza – skróty nazw drużyn, - kolumna trzecia – miejsce zajęte w poprzednim sezonie. |                          |                          |                          |

## Rozgrywki

### Tabela ligowa
| Lp. | Drużyna            | M  | Z  | R | P  | Bramki | Bramki | Różn. | Pkt | Uwagi                                   |
| --- | ------------------ | -- | -- | - | -- | ------ | ------ | ----- | --- | --------------------------------------- |
| 1   | B68 Toftir (M)     | 18 | 11 | 5 | 2  | 35     | 18     | +17   | 27  | Liga Mistrzów UEFA • Runda wstępna      |
| 2   | GÍ Gøta            | 18 | 11 | 3 | 4  | 33     | 20     | +13   | 25  |                                         |
| 3   | KÍ Klaksvík        | 18 | 7  | 9 | 2  | 32     | 18     | +14   | 23  |                                         |
| 4   | HB Tórshavn        | 18 | 7  | 7 | 4  | 37     | 27     | +10   | 21  | Puchar Zdobywców Pucharów • 1/32 finału |
| 5   | TB Tvøroyri        | 18 | 7  | 5 | 6  | 29     | 30     | −1    | 19  |                                         |
| 6   | B36 Tórshavn       | 18 | 4  | 8 | 6  | 26     | 28     | −2    | 16  |                                         |
| 7   | VB Vágur           | 18 | 4  | 8 | 6  | 19     | 26     | −7    | 16  |                                         |
| 8   | B71 Sandoy         | 18 | 4  | 7 | 7  | 24     | 25     | −1    | 15  |                                         |
| 9   | SÍF Sandavágur (S) | 18 | 4  | 4 | 10 | 29     | 40     | −11   | 12  | Spadek do 2. deild                      |
| 10  | NSÍ Runavík (S)    | 18 | 2  | 2 | 14 | 17     | 49     | −32   | 6   | Spadek do 2. deild                      |

### Wyniki spotkań
| Gospodarz \ Gość | B36 | B68 | B71 | GÍ  | HB  | KÍ  | NSÍ | SÍF | TB  | VB  |
| B36 Tórshavn     |     | 0:0 | 2:2 | 1:1 | 2:2 | 0:3 | 5:1 | 2:4 | 1:2 | 3:0 |
| B68 Toftir       | 0:0 |     | 1:0 | 1:4 | 1:0 | 0:0 | 4:2 | 4:1 | 5:0 | 2:1 |
| B71 Sandoy       | 1:0 | 2:4 |     | 1:2 | 0:0 | 1:2 | 3:0 | 1:1 | 1:0 | 2:2 |
| GÍ Gøta          | 0:1 | 1:1 | 1:0 |     | 1:2 | 1:0 | 4:0 | 3:1 | 5:2 | 1:2 |
| HB Tórshavn      | 2:1 | 4:2 | 0:3 | 1:1 |     | 2:2 | 3:4 | 6:3 | 0:0 | 4:0 |
| KÍ Klaksvík      | 2:2 | 1:1 | 1:1 | 6:0 | 1:0 |     | 2:0 | 3:1 | 1:1 | 3:3 |
| NSÍ Runavík      | 1:3 | 2:4 | 2:2 | 0:1 | 0:3 | 1:0 |     | 0:0 | 1:2 | 0:1 |
| SÍF Sandavágur   | 2:2 | 0:1 | 2:1 | 0:2 | 2:2 | 1:2 | 5:1 |     | 1:4 | 4:1 |
| TB Tvøroyri      | 5:1 | 0:3 | 4:2 | 0:3 | 0:2 | 2:2 | 5:1 | 2:1 |     | 0:0 |
| VB Vágur         | 0:0 | 0:1 | 1:1 | 1:2 | 1:1 | 1:1 | 2:1 | 3:0 | 0:0 |     |

Aktualne na 3 września 2012. Źródło: FaroeSoccer.com
Objaśnienia:
1Drużyna gospodarzy jest wymieniona po lewej stronie tabeli.
Kolory: zielony – zwycięstwo gospodarzy, żółty – remis, różowy – zwycięstwo gości.

## Sędziowie
Następujący arbitrzy sędziowali poszczególne mecze 1. deild 1992:
| Lp. | Sędzia                | Mecze |
| --- | --------------------- | ----- |
| 1.  | Baldvin Baldvinsson   | 7     |
| 2.  | Halgeir í Dali        | 1     |
| 3.  | Jóhan Carl Dam        | 8     |
| 4.  | Nemus N. Djurhuus     | 10    |
| 5.  | Kim Ejdesgaard        | 7     |
| 6.  | Lassin Isaksen        | 10    |
| 7.  | Jógvan Jensen         | 2     |
| 8.  | Petur Erhard Kjærbo   | 7     |
| 9.  | Niklas á Líðarenda    | 10    |
| 10. | Herman Midjord        | 8     |
| 11. | Sjúrður Norðbúð       | 1     |
| 12. | Jóhan Petur Olgarsson | 6     |
| 13. | Jónfinn Olsen         | 5     |
| 14. | Birgir Sondum         | 8     |

## Najlepsi strzelcy
| Bramki | Strzelcy                | Drużyna        |
| ------ | ----------------------- | -------------- |
| 14     | Símun Petur Justinussen | GÍ Gøta        |
| 11     | Uni Arge                | HB Tórshavn    |
| 10     | Olgar Danielsen         | KÍ Klaksvík    |
| 10     | Øssur Hansen            | B68 Toftir     |
| 8      | Aksel Højgaard          | B68 Toftir     |
| 8      | Bogi Johannesen         | TB Tvøroyri    |
| 8      | Jákup Símun Simonsen    | B36 Tórshavn   |
| 7      | Jens Kristian Hansen    | B36 Tórshavn   |
| 7      | Gunnar Mohr             | HB Tórshavn    |
| 6      | Per Dalheim             | GÍ Gøta        |
| 6      | Bogi Dam                | HB Tórshavn    |
| 6      | Torbjørn Jensen         | B71 Sandoy     |
| 6      | Vilmund Michelsen       | TB Tvøroyri    |
| 6      | Jan Allan Müller        | VB Vágur       |
| 6      | Heri Olsen              | SÍF Sandavágur |
| 5      | 5 zawodników            | 5 zawodników   |
| 4      | 8 zawodników            | 8 zawodników   |
| 3      | 10 zawodników           | 10 zawodników  |
| 2      | 21 zawodników           | 21 zawodników  |
| 1      | 28 zawodników           | 28 zawodników  |
| sam.   | 2 zawodników            | 2 zawodników   |